# 长锁龙属
長鎖龍又名細鎖龍或纖鎖龍，在希臘文中意為「修長的鎖骨」，是蛇頸龍目蛇頸龍亞目長鎖龍科的一屬，是種掠食者爬行動物。

## 敘述

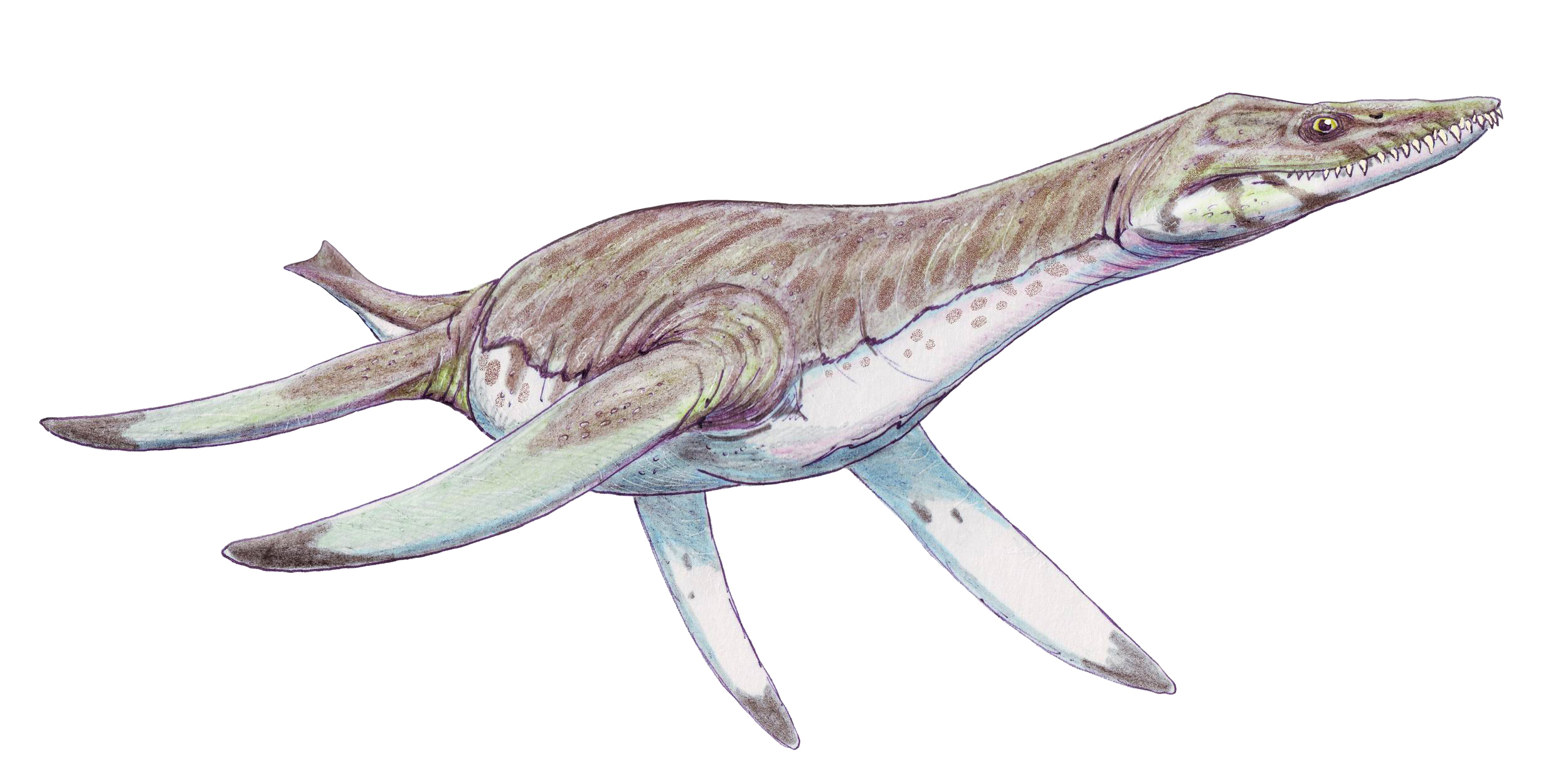
長鎖龍的想像圖

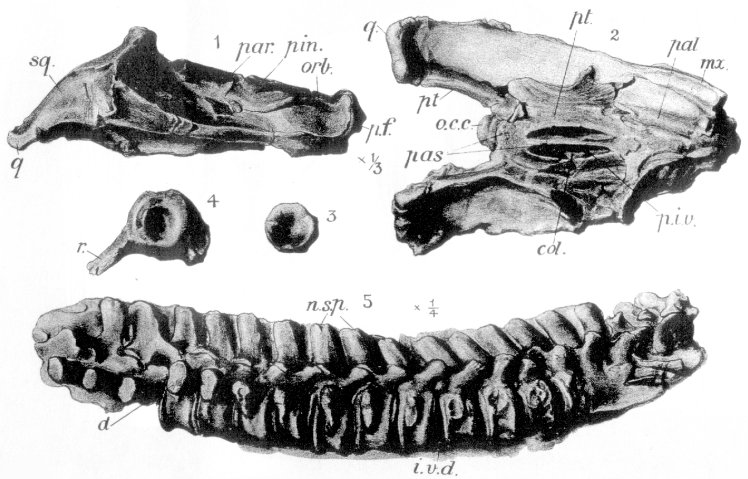
L. superstes的頭骨與脊椎

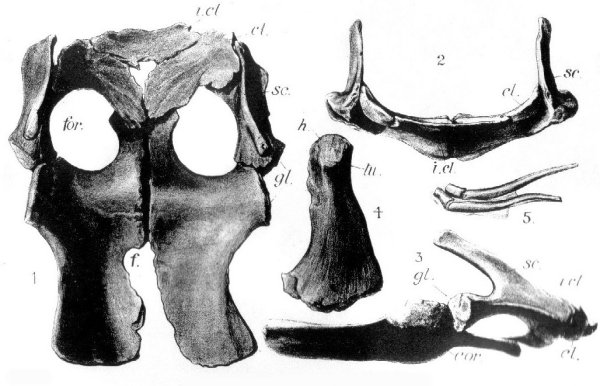
L. supertes的肩帶、右肱骨、肋骨

長鎖龍擁有大型鎖骨、間鎖骨，以及小型肩胛骨，外形類似侏儸紀早期的菱龍以及白堊紀的雙臼椎龍科。上頜骨兩側各有21顆牙齒，下頜的齒骨兩側各有接近35顆牙齒。頭顱骨呈三角形，鼻孔末端到鼻部擁有矢狀脊。長鎖龍與上龍科的差異包含：頸部肋骨為單頭，頸椎中心有個深凹處。長鎖龍的身長平均為3公尺，但其中一種L. superstes的身長只有50%長，使牠們成為已知最小的長鎖龍。

## 分布與棲息地
不像許多蛇頸龍類，長鎖龍生存於淺潟湖與鹽水與淡水間的環境，例如大型河口。A. R. I. Cruikshank推論這是為了遠離大型蛇頸龍類與上龍類。大部分的長鎖龍都發現於不列顛群島，但南非長鎖龍（L. capensis）則被發現於南非的開普省。
長鎖龍被發現於以下沉積層：
- 南非長鎖龍（L. capensis）：南非開普省的禮拜日河組（Sundays River Formation），地質年代屬於凡蘭今階[3]。
- L. superstes：英格蘭塞克斯郡的威爾德黏土層上層，地質年代屬於巴列姆階。
- L. clemai：西澳大利亞卡那封盆地，地質年代屬於豪特里維階到巴列姆階。
- 長鎖龍的未分類標本（Leptocleidus sp.）：威特島的威克蒂斯組（Vectis Formation）地層，地質年代屬於下阿普第階。

## 外部連結
- https://web.archive.org/web/20030108114609/http://www.geocities.com/dinowight/leptocleidus.html
- https://web.archive.org/web/20070927222134/http://www.plesiosauria.com/leptocleidus.html
- https://web.archive.org/web/20070922021505/http://www.palaeos.com/Vertebrates/Units/220Lepidosauromorpha/220.520.html#Leptocleidus
- https://web.archive.org/web/20070922061721/http://www.plesiosaur.com/database/genusIndividual.php?i=73